# Arrup areolatus
Arrup areolatus är en mångfotingart som först beskrevs av Wataru Shinohara 1957.  Arrup areolatus ingår i släktet Arrup och familjen storhuvudjordkrypare. Inga underarter finns listade i Catalogue of Life.